# Actium barri
Actium barri är en skalbaggsart som beskrevs av Park och Wagner 1962. Actium barri ingår i släktet Actium och familjen kortvingar. Inga underarter finns listade i Catalogue of Life.